# كبية (عصارة)
الكُبَيَّة أو الكُبَيْبة أو الكُبَيْبَاء عُصارة راتنجية جذع العديد من أشجار الكبية البقولية في أمريكا الجنوبية ( جنس كبية). يُراوح النضح السميك والشفاف في اللون من الذهب الفاتح إلى البني الداكن حسب نسبة الراتنج إلى الزيت العطري. يُستخدم الكبية في صناعة الورنيش واللك .